# UNOVIS

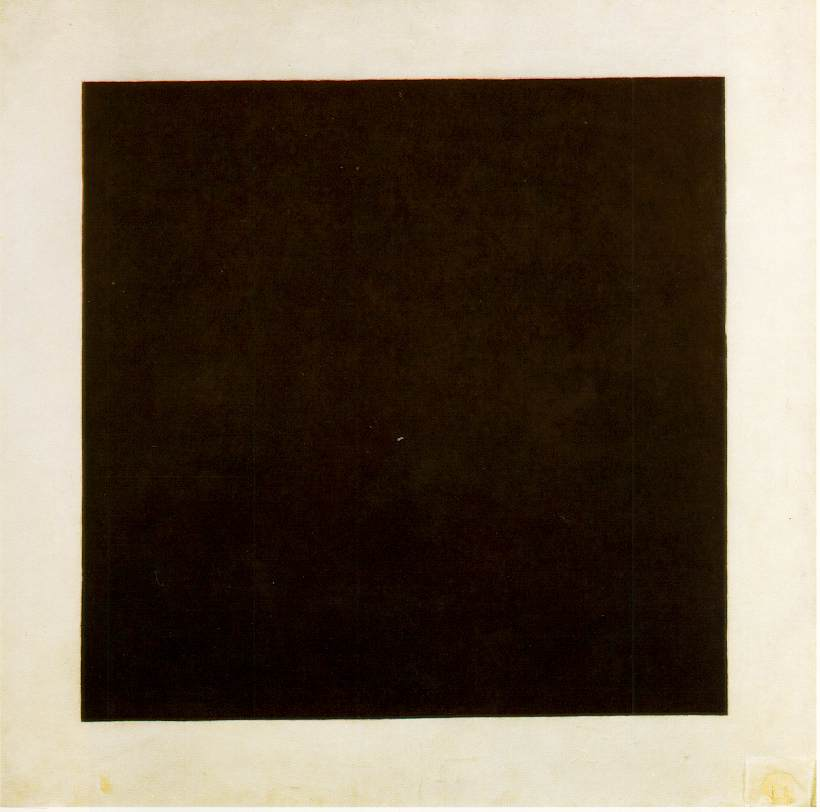
El emblema de UNOVIS: El Cuadrado negro de Kazimir Malévich.

UNOVIS (también llamado MOLPOSNOVIS y POSNOVIS) fue un influyente grupo de artistas rusos, fundado y liderado por Kazimir Malévich en la Escuela de Arte de Vítebsk (Витебское художественное училище) en 1919.
Inicialmente estaba conformado por estudiantes y era denominado MOLPOSNOVIS, el grupo se formó para explorar y desarrollar nuevas teorías y conceptos en el arte. Bajo el liderazgo de Malévich cambiaron su nombre a UNOVIS, principalmente siguiendo sus ideas sobre Suprematismo y produciendo varios proyectos y publicaciones cuya influencia fue inmediata e importante tanto en la avant-garde en Rusia como en el extranjero. El grupo se disolvió en 1922.
El nombre UNOVIS es una abreviación en ruso de "Utverdíteli Nóvogo Iskusstva" o "Forjadores del Arte Nuevo", mientras que POSNOVIS es la abreviación de "Poslédovateli Nóvogo Iskusstva" o "Seguidores del Arte Nuevo", y MOLPOSNOVIS significa "Jóvenes seguidores del Arte Nuevo."

## Fundación y desarrollo

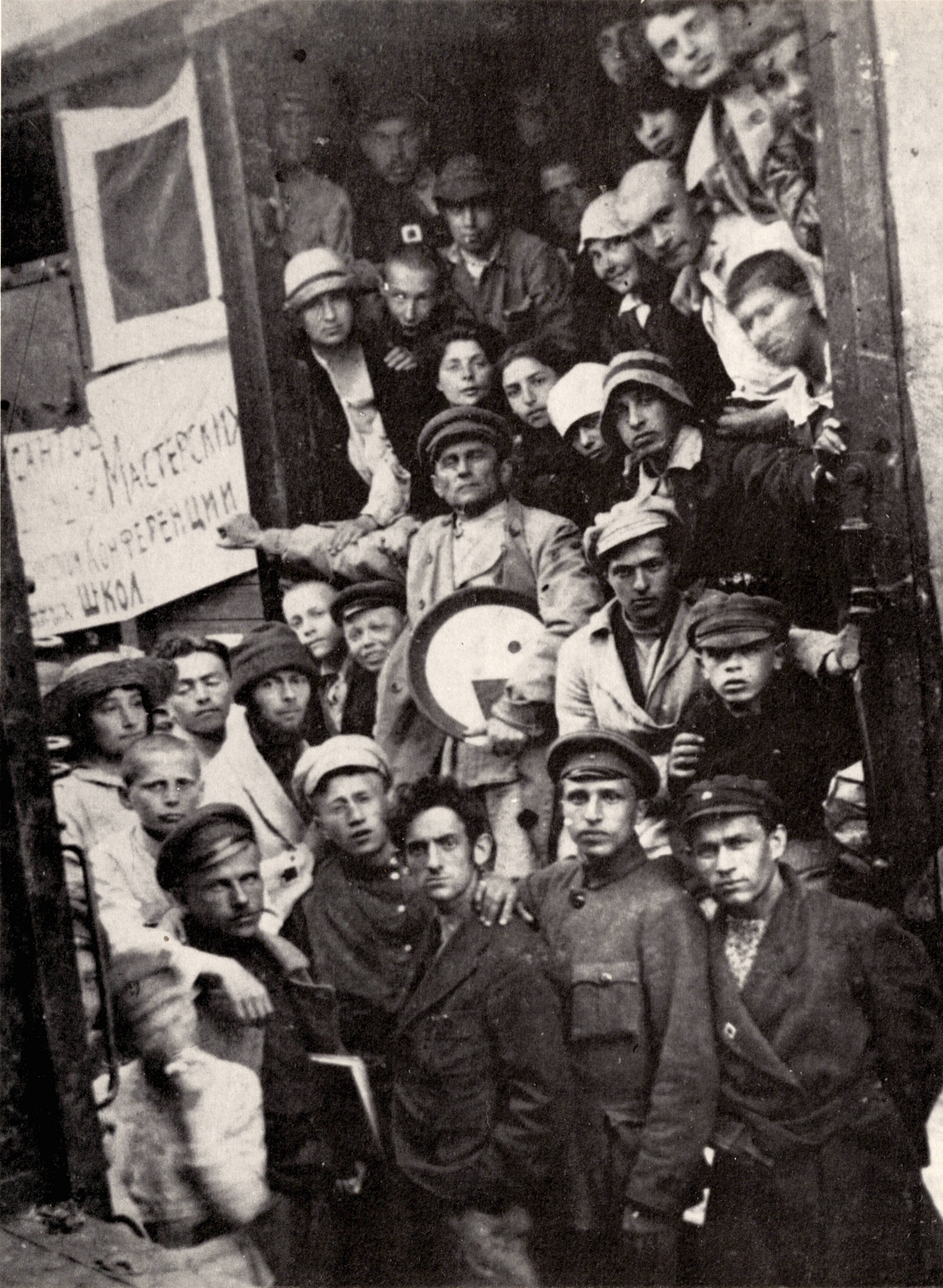
Fotografía de miembros de UNOVIS, con Malévich en el centro.
5 de junio de 1920

En su corta existencia, el grupo experimentó numerosos cambios. Inicialmente fundado como MOLPOSNOVIS, los miembros del grupo eran los profesores de la escuela y rápidamente pasó a denominarse POSNOVIS. El grupo era sumamente activo, trabajando en numerosos proyectos y experimentos, en casi todos los soportes y medios que existían por esa época. En enero de 1919, Malévich fue invitado a enseñar en la escuela por Marc Chagall e inmediatamente fue designado por Vera Yermoláieva quien era la directora para que fuera jefe del grupo de enseñanza. En febrero de 1920, bajo la dirección de Malévich, el grupo trabajó un "ballet suprematista", con coreografía de Nina Kogan así como una nueva versión de la célebre opera futurista Victoria sobre el sol  de Mijaíl Matiushin y Alekséi Kruchónyj (Aleksei Kruchenykh) estrenada en San Petersburgo en 1913 y cuyo vestuario había sido diseñado por Kazimir Malévich. Luego de dicha producción, POSNOVIS sufrió cambios y fue renombrado UNOVIS el 14 de febrero de 1920.

## Expansión e influencia
A comienzos de 1920, Marc Chagall eligió a Malévich para que lo sucediera como director. Malévich aceptó y no solo reorganizó de manera radical UNOVIS sino también realizó importantes cambios en el currículum de la escuela. Transformó a UNOVIS en una organización muy estructurada, formando el Consejo de UNOVIS. Mientras, las teorías y estilos del grupo evolucionaron con rapidez de la mano de Malévich y sus alumnos estrella y colegas, incluidos artistas rusos destacados tales como El Lissitzky, Lázar Jidékel, Nikolái Suetin, Ilyá Cháshnik, Vera Yermoláieva, Anna Kagán, y Lev Yudin, entre otros. El objetivo del grupo pasó a ser introducir los ideales y diseños suprematistas en la sociedad rusa, trabajando con y para el gobierno soviético, en un plan que incluía:

...la organización de trabajos de diseño para nuevos tipos de estructuras y requerimientos, y su implementación; la formulación de una nueva arquitectura; elaboración de nuevos ornamentos (textiles, textiles impresos, castings y otros productos); diseños de decoraciones monumentales para embellecer pueblos durante días festivos nacionales; diseños para decoración de interiores y exteriores y pintura de ambientes, y su implementación; creación de muebles y objetos de uso cotidiano; creación de un tipo de libro contemporáneo y otros desarrollos en el área de la impresión."

El grupo llevó este plan a las calles, decorando gran parte de Vítebsk con arte y propaganda suprematista. Pero, Malévich tenía planes aún más ambiciosos y motivaba a sus estudiantes a realizar obras permanentes aún más grandiosas o sea arquitectura. El Lissitzky, que era el director de arquitectura de la facultad, trabajó con Lázar Jidékel y Ilyá Cháshnik, un par de sus estudiantes, dibujando planos no-ortodoxos para edificios flotantes y monumentales estructuras de acero y vidrio junto con diseños más prácticos para complejos de edificios y hasta para el atril para el orador en la plaza del pueblo. Ilyá luego sucede a Lissitzky como director del grupo de arquitectura junto con su estudiante, Lázar Jidékel.
Abrazando el ideal comunista, el grupo compartió el crédito y responsabilidad por todas las obras que produjo. Firmaron todos sus trabajos con un cuadrado negro, un homenaje a un trabajo previo de Malévich. El mismo se convirtió en el sello de facto de UNOVIS y ocupó el lugar de los nombres o iniciales de los individuos.
En junio de 1920, las ambiciones de UNOVIS se aceleraron, culminando en la impresión de una colección sobre la filosofía y teorías de UNOVIS tales como Lázar Jidékel y Ilyá Cháshnik, АERO: Artículos y Diseños (Vítebsk, UNOVIS. 1920), y la participación en la "Primera Conferencia Rusa de profesores y alumnos de las Artes," que se realizó en Moscú. Los estudiantes de UNOVIS que viajaron desde Vítebsk a Moscú distribuyeron obras de arte, gacetillas, manifiestos, panfletos, y copias del escrito de Malévich "Sobre los Nuevos Sistemas en el Arte" y copias del "Almanaque UNOVIS." UNOVIS logró ser reconocido y se convirtió en un movimiento influyente.

## Disolución y legado
Si bien su influencia en el arte perduró durante generaciones, su popularidad posterior a la conferencia decayó rápidamente. Para 1922, el núcleo del grupo se dividió en dos facciones netamente diferentes y contrastantes. Malévich y sus seguidores se enfocaron en métodos prácticos y productivos para modificar la sociedad mientras que el resto se concentraron en aspectos más filosóficos del suprematismo, prefiriendo trabajar en refinar las teorías e ideología suprematistas. En este punto la mayoría de los artistas iniciales asociados a UNOVIS se habían mudado a otras escuelas, ciudades, y movimientos. Sin embargo, luego de que se disolviera el grupo, durante muchos años se siguieron publicando obras que llevaban el símbolo del cuadrado negro de UNOVIS.